# Вальдек-Руссо (скала)
Вальдек-Руссо — скала в 3 морских милях (6 км) к востоку-северо-востоку от мыса Эвенсен на полуострове Стрешер на побережье Грэма Антарктического полуострова. Французская антарктическая экспедиция (1903-05) под руководством Жана-Батиста Шарко обнаружили мыс в этом районе, который они назвали в честь Пьера Вальдека-Руссо (1846—1904), французского государственного деятеля, Председателя Совета Министров Франции (1899—1902). Он помог финансировать исследовательскую поездку Шарко.